# Papilio bianor
Espèce
Papilio bianor ou Paon commun est une espèce de lépidoptères (papillons) de la famille des Papilionidae. Elle est originaire d'Asie du Sud et du Sud-Est.

## Description
Cette espèce est de taille variable. Les individus émergeant au printemps atteignent 4 à 8 centimètres de large, tandis que ceux émergeant en été peuvent atteindre 12 centimètres. Les ailes antérieures sont noires avec des veines foncées et des écailles vertes. Les faces inférieures sont brunes, devenant blanches distalement avec des veines foncées. Les ailes postérieures ont des queues et des bords striés contenant des ocelles rougeâtres. Le corps est noir avec des écailles vertes.
Le mâle a des poils noirs sur les ailes antérieures, qui manquent chez la femelle.

## Distribution et sous-espèces
Il existe de nombreuses sous-espèces géographiques, :
- Papilio bianor bianor Cramer, 1777 — Sud de la Chine, Birmanie, Laos, Viêt Nam.
- Papilio bianor nakaharae Matsumura, 1929 — Sakhaline.
- Papilio bianor doii Matsumura, 1928 — îles Kouriles.
- Papilio bianor mandschurica Matsumura, 1927 — Sud de l'Oussouri.
- Papilio bianor dehaani C. & R. Felder, 1864 — Japon.
- Papilio bianor hachijonis Matsumura, 1919 — îles Hachijo, îles Izu, Japon.
- Papilio bianor tokaraensis Fujioka, 1975 — îles Tokara, Japon.
- Papilio bianor junia Jordan, 1909
- Papilio bianor takasago Nakahara & Esaki, 1930 — Taïwan.
- Papilio bianor kotoensis Sonan, 1927 — Taïwan.
- Papilio bianor ganesa Doubleday, 1842 — Sikkim, Assam, Viêt Nam, Yunnan.
- Papilio bianor stockleyi Gabriel, 1936 — Birmanie, Thaïlande.
- Papilio bianor pinratanai Racheli & Cotton, 1983
- Papilio bianor okinawensis — îles Yaeyama, Japon.
- Papilio bianor ryukyuensis — îles d'Okinawa, Japon.
- Papilio bianor amamiensis —  Amami, Japon.

## Biologie
Cette espèce peut être trouvée dans les forêts et autres zones boisées, ainsi que dans les zones suburbaines et urbaines si des plantes hôtes appropriées sont disponibles.
Les plantes hôtes comprennent des espèces de Citrus, de Zanthoxylum et de Phellodendron, ainsi que l'Oranger trifolié, la Rue officinale et le Skimmia du Japon.
En utilisant l'espèce comme modèle pour étudier l'évolution de la couleur irisée, la phylogéographie et l'évolution des Papilionidae, un génome à l'échelle chromosomique a été séquencé, l'assemblage final étant de 421,52 Mo, avec 15 375 gènes codant des protéines et 30 chromosomes (29 autosomes et 1 chromosome sexuel Z). L'analyse phylogénétique de ces données indique que P. bianor a divergé d'un ancêtre commun aux Papilio il y a entre 23,69 et 36,04 millions d'années.

## Papilio bianoret l'homme
Papilio bianor est le papillon d'État de l'État indien de l'Uttarakhand,.